# Дмитровский уезд (Орловская губерния)
Дмитро́вский уе́зд — административно-территориальная единица в составе Орловской губернии, существовавшая в 1782—1928 годах. Уездный город — Дмитровск.

## География
Уезд располагался на юге Орловской губернии, граничил с Курской губернией, а также с Севским, Карачевским и Кромским уездами Орловской губернии. Площадь уезда составляла  2 164,4 вёрст² (2 463 км²). Уезд орошался реками Нерусса и Свапа (на юге) и их притоками.

## История
Образован в 1782 году в составе Орловского наместничества в результате упразднения Луганского уезда и перенесения уездного центра в село Дмитровка, преобразованное в город Дмитровск. Вновь образованный уезд состоял из 152 населенных пунктов и был разделен на 2 стана: Лысовский и Трояновский. С 1796 года уезд в составе Орловской губернии. В 1797—1802 годах уезд был ликвидирован (присоединён к Севскому уезду), затем восстановлен, но в иных границах.
В отношении церковного управления уезд был разделён на 3 благочиния, включавшие 56 приходов (начало XX века). К 1-му благочинию относились церковные приходы Дмитровска и северо-западной части уезда, ко 2-му — приходы северо-восточной части уезда, к 3-му — приходы южной части уезда.
В 1906 году, с началом Столыпинской аграрной реформы, из-за недостатка земли и роста численности населения жители сёл и деревень Дмитровского уезда стали активно выселяться на посёлки и хутора. Этот процесс продолжался и при советской власти, вплоть до конца 1920-х годов. Для сравнения: в 1866 году на территории уезда располагалось 156 населённых пунктов, а в 1926 году — 633. Границы уезда в этот период не менялись.
В 1928 году Дмитровский уезд был упразднён, основная часть его территории вошла в состав Дмитровского района Орловского округа Центрально-Чернозёмной области.
В настоящее время территория бывшего уезда разделена между Дмитровским районом Орловской области, Железногорским районом Курской области и Брасовским районом Брянской области.

## Население
В 1866 году на территории уезда проживало 81 636 человек (39 839 мужского пола и 41 797 женского).
По данным переписи 1897 года в уезде проживало 105 168 чел. В том числе русские — 99,8 %. В уездном городе Дмитровске проживало 5 291 чел.
По итогам всесоюзной переписи населения 1926 года население уезда составило 131 738 человек, из них городское (г. Дмитровск) — 4 995 человек.

## Административное деление

### 1861 год
В ходе крестьянской реформы 1861 года в уезде было создано 26 волостей:
| №  | Волость          | Административный центр |
| -- | ---------------- | ---------------------- |
| 1  | Андросовская     | с. Андросово           |
| 2  | Балдыжская       | с. Балдыж              |
| 3  | Большебобровская | с. Большебоброво       |
| 4  | Большекричинская | с. Большое Кричино     |
| 5  | Брянцевская      | с. Брянцево            |
| 6  | Веребская        | с. Веребск             |
| 7  | Веретенинская    | д. Веретенино          |
| 8  | Волконская       | с. Волконск            |
| 9  | Глодневская      | с. Глоднево            |
| 10 | Гнездиловская    | с. Гнездилово          |
| 11 | Долбенкинская    | с. Долбёнкино          |
| 12 | Жихаревская      | с. Жихарево            |
| 13 | Малобобровская   | с. Малое Боброво       |
| 14 | Лубянская        | с. Лубянки             |
| 15 | Островская       | с. Островск            |
| 16 | Площанская       | с. Плоское             |
| 17 | Промклевская     | с. Промклево           |
| 18 | Работьковская    | с. Работьково          |
| 19 | Разветьевская    | с. Разветье            |
| 20 | Соломинская      | с. Соломино            |
| 21 | Сусловская       | с. Суслова             |
| 22 | Турищевская      | с. Турищево            |
| 23 | Упоройская       | с. Упорой              |
| 24 | Хотеевская       | с. Хотеева             |
| 25 | Черневская       | с. Черневка            |
| 26 | Чувардинская     | с. Чувардино           |

### 1877 год
В 1866—1876 годах были упразднены Андросовская, Большекричинская, Брянцевская, Промклевская, Разветьевская, Сусловская и Чувардинская волости. В тот же период были созданы Волковская и Домаховская волости, создана и упразднена Столбовская волость.
В 1877 году в Дмитровском уезде была 21 волость. В период с 1877 по 1890 год были упразднены Балдыжская, Жихаревская, Малобобровская, Островская, Площанская, Турищевская, Упоройская и Черневская волости и была создана Круглинская волость.

### 1890—1918 годы
С 1890 по 1918 год в составе уезда было 14 волостей:
| №  | Волость          | Административный центр |
| -- | ---------------- | ---------------------- |
| 1  | Большебобровская | с. Большебоброво       |
| 2  | Веребская        | с. Веребск             |
| 3  | Веретенинская    | д. Веретенино          |
| 4  | Волковская       | с. Волково             |
| 5  | Волконская       | с. Волконск            |
| 6  | Глодневская      | с. Глоднево            |
| 7  | Гнездиловская    | с. Гнездилово          |
| 8  | Долбенкинская    | с. Долбёнкино          |
| 9  | Домаховская      | с. Домаха              |
| 10 | Круглинская      | д. Круглое             |
| 11 | Лубянская        | с. Лубянки             |
| 12 | Работьковская    | с. Работьково          |
| 13 | Соломинская      | с. Соломино            |
| 14 | Хотеевская       | с. Хотеево             |

### 1918—1927 годы
После установления советской власти, в 1918—1927 годах, происходило укрупнение волостей Дмитровского уезда. В 1923—1927 годах в составе уезда было 6 волостей:
| № | Волость       | Административный центр |
| - | ------------- | ---------------------- |
| 1 | Волковская    | д. Гремячье            |
| 2 | Волконская    | д. Берёзовка           |
| 3 | Глодневская   | с. Глоднево            |
| 4 | Долбенкинская | с. Долбёнкино          |
| 5 | Круглинская   | с. Домаха              |
| 6 | Лубянская     | с. Лубянки             |

К октябрю 1927 года в составе уезда осталось 4 волости: Глодневская, Дмитровская, Долбенкинская и Круглинская.

## Населённые пункты
По данным переписи населения СССР 1926 года на территории Дмитровского уезда располагалось 633 населённых пункта: 53 села, 100 деревень, 338 посёлков, 76 хуторов и отрубов, 8 мельниц, 14 совхозов, колхозов, племхозов и трудовых артелей, 3 медпункта, 41 прочих населённых пункта. Ниже представлен список крупнейших населённых пунктов уезда с численностью населения более 1000 человек.
| №  | Населённый пункт | Тип НП  | Население |
| -- | ---------------- | ------- | --------- |
| 1  | Дмитровск        | город   | 4995      |
| 2  | Домаха           | село    | 1660      |
| 3  | Копёнки          | сельцо  | 1415      |
| 4  | Брянцево         | село    | 1394      |
| 5  | Бычки            | деревня | 1326      |
| 6  | Волково          | село    | 1319      |
| 7  | Столбово         | село    | 1315      |
| 8  | Хотеева          | село    | 1240      |
| 9  | Талдыкино        | деревня | 1226      |
| 10 | Веребск          | село    | 1189      |
| 11 | Трояново         | село    | 1165      |
| 12 | Плоское          | село    | 1147      |
| 13 | Черневка         | село    | 1135      |
| 14 | Алешинка         | деревня | 1108      |
| 15 | Лобки            | село    | 1108      |
| 16 | Разветье         | село    | 1100      |
| 17 | Пасерково        | деревня | 1056      |
| 18 | Глоднево         | село    | 1052      |
| 19 | Балдыж           | село    | 1036      |
| 20 | Малое Боброво    | село    | 1032      |
| 21 | Жихарево         | село    | 1010      |

## Уездные предводители дворянства
- Васич, Николай Васильевич (1893—1907)
- Краковецкий, Владислав Васильевич (1910)
- Чапкин, Аникита Иванович (1916)